# Пуерто-Варас
Пуерто-Варас (ісп. Puerto Varas) — місто в Чилі. Адміністративний центр однойменної комуни. Населення - 22022 осіб (2002). Місто і комуна входить до складу провінції Ллянкіуе і регіону Лос-Лагос.
Територія комуни – 4064,9 км². Чисельність населення – 37517 мешканців (2007). Щільність населення - 9,23 чол/км².

## Розташування
Місто розташоване за 17 км на північ від адміністративного центру регіону міста Пуерто-Монт, на березі озера Ллянкіуе - другого за величиною в Чилі.
Комуна межує:
- на півночі - з комунами Пуєуе, Пуерто-Октай
- на сході — з провінціями Неукен (Аргентина), Ріо-Негро (Аргентина)
- на півдні - з комунами Кочамо , Пуерто-Монт
- на заході - з комуною Лос-Муермос
- на північному заході - з комунами Фрутильяр, Ллянкіуе

## Демографія
Згідно з даними, зібраними під час перепису Національним інститутом статистики, населення комуни становить 37517 осіб, з яких 19123 чоловіків та 18394 жінок.
Населення комуни становить 4,72% від загальної чисельності населення регіону Лос-Лагос. 27,06% належить до сільського населення та 72,94% - міське населення.